# Mandsaur (Distrikt)
Der Distrikt Mandsaur (Hindi: मंदसौर जिला) ist ein Distrikt des indischen Bundesstaats Madhya Pradesh mit ca. 1,5 Millionen Einwohnern. Verwaltungs- und Wirtschaftszentrum ist die etwa 150.000 Einwohner zählende Stadt Mandsaur.

## Geografie
Der Distrikt Mandsaur liegt im Westen des Bundesstaats Madhya Pradesh in Höhen um 400 m. Er grenzt im Nordwesten an den Distrikt Neemuch, im Nordosten an den zu Rajasthan gehörenden Distrikt Jhalawar, im Süden an den Distrikt Ratlam und im Westen an den zu Rajasthan gehörenden Distrikt Pratapgarh. Wichtigste Flüsse sind der Chambal und der Shivna. Wichtigste Städte sind Mandsaur und Bhanpura.

## Bevölkerung
Offizielle Bevölkerungsstatistiken werden erst seit 1991 geführt und veröffentlicht.
| Jahr      | 1991    | 2001      | 2011      |
| Einwohner | 956.869 | 1.183.724 | 1.340.411 |

Hindus dominieren in den Dörfern auf dem Lande (ca. 90 %); in den Städten gibt es auch eine nicht unerhebliche Zahl von Muslimen (ca. 10 %). In der Dekade zwischen 2001 und 2011 wuchs die Bevölkerung um etwa 13 % auf etwa 1,34 Millionen an, wobei der männliche Bevölkerungsanteil den weiblichen um etwa 5 % übersteigt. Etwa 79 % der Bevölkerung lebt in den Dörfern auf dem Lande; ein Drittel der Menschen (zumeist Frauen) gelten als Analphabeten. Man spricht zumeist Hindi oder Malvi, eine Mischform von Hindi und Rajasthani.

## Wirtschaft

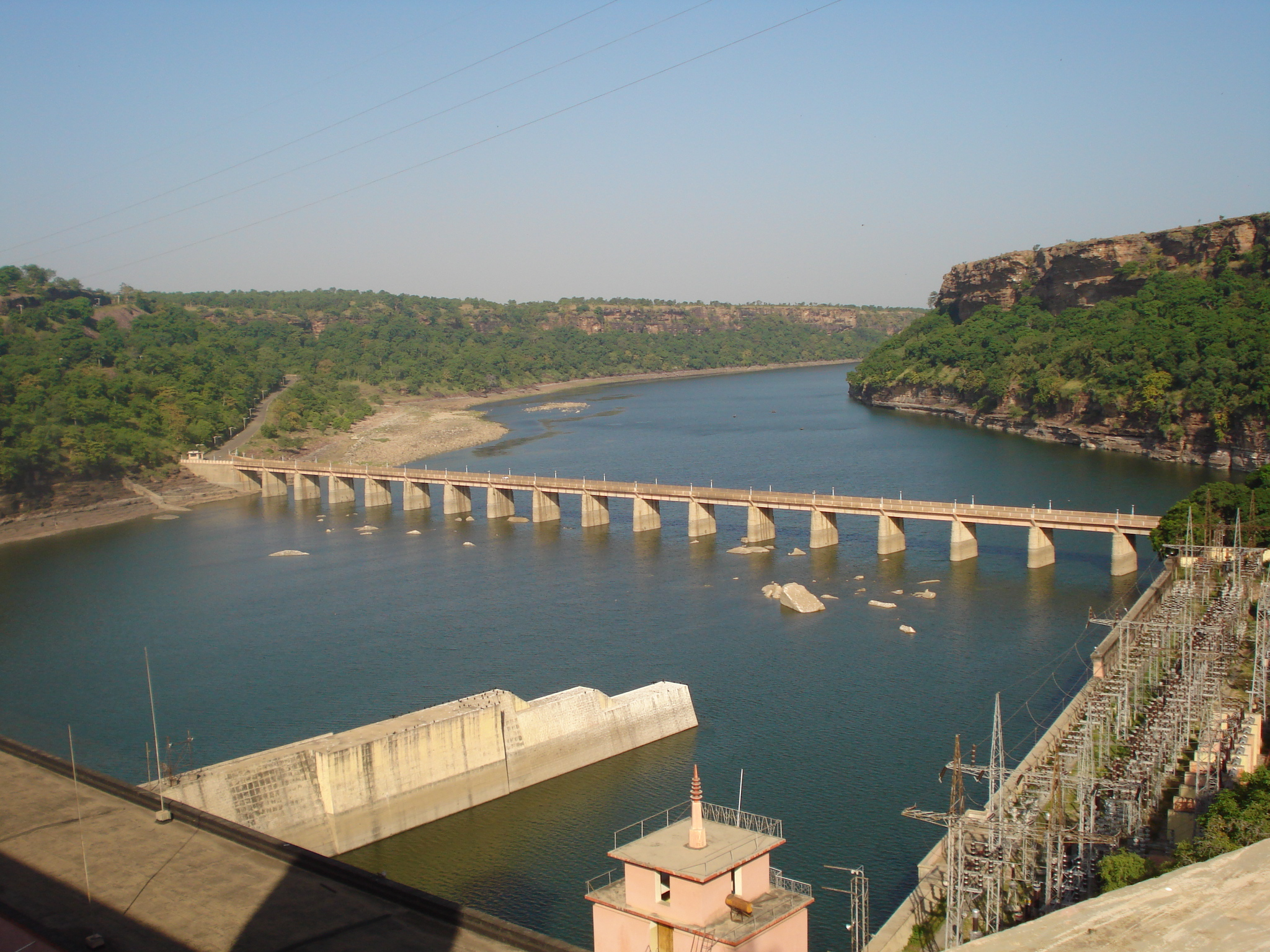
Gandhi-Sagar-Stausee

Traditionell spielt die Landwirtschaft die dominierende Rolle im Wirtschaftsleben des Distrikts; insbesondere ist der seit Jahrhunderten betriebene Anbau von Schlafmohn zu erwähnen, dessen Samen zu Opium weiterverarbeitet werden. Daneben werden auch Weizen und Hirse (jowar) angebaut. Im 20. Jahrhundert entstand eine für ganz Indien bedeutsame Bleistift- und Kugelschreiberproduktion. Im Norden des Distrikts befindet sich der im Jahr 1960 fertiggestellte und zur Energieerzeugung genutzte Damm des Gandhi-Stausees. In den letzten Jahrzehnten des 20. Jahrhunderts wurden einige Windkraftanlagen installiert.

## Geschichte
Im Mittelalter lag die Stadt Mandsaur auf der Grenze der Fürstentümer Malwa und Mewar. Später kam es unter die Herrschaft des Sultanats von Delhi, dessen Statthalter Dilawar Khan sich im Jahr 1401 zum Sultan von Malwa erhob. Dessen Sohn Hoshang Shah regierte von Mandu aus; in der strategisch bedeutsamen Stadt Mandsaur ließ er ein Fort erbauen.

## Sehenswürdigkeiten
Von überregionaler Bedeutung ist der Pashupatinath-Tempel mit einem achtköpfigen Shiva-Lingam-Kultbild in Mandsaur. Im ca. 4 km entfernten Ort Sondani steht eine Säule mit einer Inschrift des Königs Yasodharman aus dem Jahr 528. Sehenswert sind auch die knapp 80 km nordöstlich gelegenen Höhlen- bzw. Felsentempel von Dhamnar (auch Dharmrajeshwar) (24° 11′ 35″ N, 75° 29′ 53″ O). Die Ruinen des Hinglajgarh-Forts befinden sich in waldreicher Landschaft im äußersten Nordosten des Distrikts.